# Xanca bigotuda
La xanca bigotuda (Grallaria alleni) és una espècie d'ocell de la família dels gral·làrids (Grallariidae).
Habita el terra de la selva pluvial. Conegut únicament al vessant occidental dels Andes, al centre de Colòmbia.